# (9453) Mallorca
(9453) Mallorca est un astéroïde de la ceinture principale.

## Description
(9453) Mallorca est un astéroïde de la ceinture principale. Il fut découvert le 19 mars 1998 à Costitx par Ángel López et Rafael Pacheco. Il présente une orbite caractérisée par un demi-grand axe de 2,98 UA, une excentricité de 0,09 et une inclinaison de 10,4° par rapport à l'écliptique.

## Compléments